# Banyusri (Wonosegoro)
Banyusri is een bestuurslaag in het regentschap Boyolali van de provincie Midden-Java, Indonesië. Banyusri telt 3684 inwoners (volkstelling 2010).